# Eulalia
Eulalia Kunth é um género botânico pertencente à família Poaceae, subfamília Panicoideae, tribo Andropogoneae.
O gênero apresenta cerca de 80 espécies. Ocorrem na África, Ásia e Australásia.

## Principais espécies
- Eulalia aurea (Bory) Kunth
- Eulalia elata Peter
- Eulalia fulva (R.Br.) Kuntze
- Eulalia japonica  Trin.
- Eulalia leschenaultiana (Decne.) Ohwi
- Eulalia speciosa  Kuntze
- Eulalia villosa Nees
- Eulalia viminea (Trin.) Kuntze
- «PPP-Index Lista completa»